# Schulz

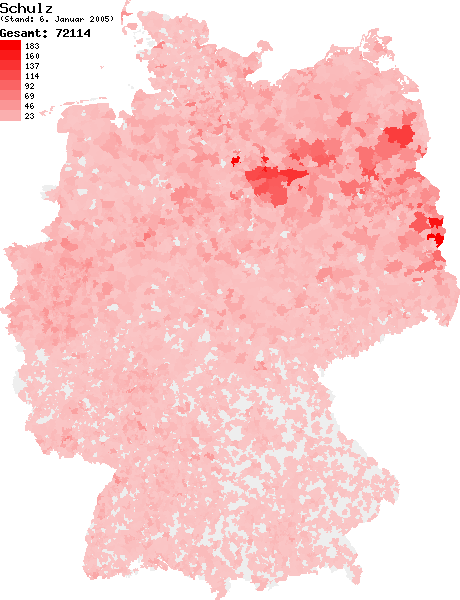
Verteilung von Schulz in Deutschland

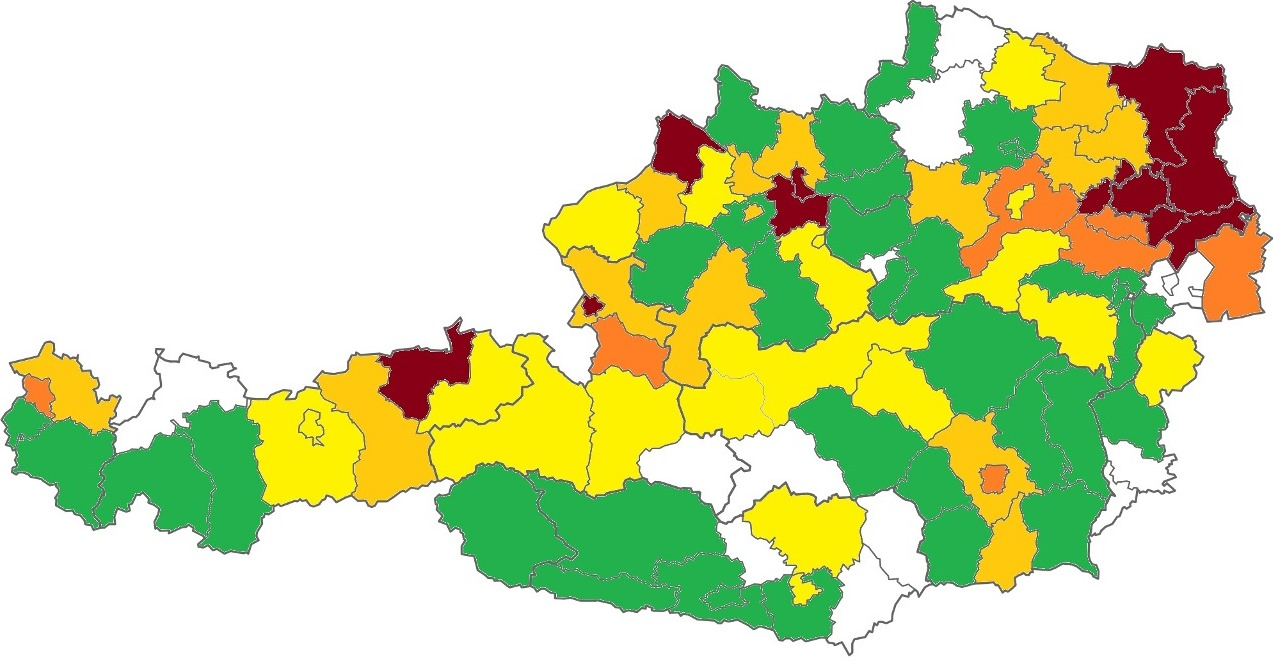
Verteilung von Schulz in Österreich
1 bis 3 Einwohner
4 bis 6 Einwohner
7 bis 9 Einwohner
10 bis 12 Einwohner
mehr als 12 Einwohner

Schulz ist eine Variante eines Familiennamens, der auf das mittelalterliche Amt des Schultheiß zurückgeht. In Österreich leben geschätzt 1000 Personen mit dem Nachnamen Schulz; er ist damit der 281. häufigste Nachname.

## Varianten
- Scholtz
- Scholtze
- Scholz
- Scholze
- Schultz
- Schultze
- Schulze
- Schulzke
- Scultetus
- Shultz, eine amerikanische Schreibweise
- Šulc, tschechische Schreibweise
- Szulc, polnische Schreibweise

## Namensträger

### A
- Adelbert Schulz (1903–1944), deutscher Generalmajor
- Adelheid Schulz (* 1955), deutsche Terroristin
- Adolf Schulz (Widerstandskämpfer) (1886–1945), deutscher Widerstandskämpfer gegen den Nationalsozialismus
- Adolf Schulz (Ingenieur) (1909–nach 1976), deutscher Ingenieur und Bäckerei-Technologe (Reichs-/Bundesanstalt für Getreideverarbeitung)
- Adolf Schulz-Evler (1852–1905), polnischer Pianist und Komponist
- Adolf John Schulz (1883–1956), australischer Erziehungswissenschaftler und Hochschullehrer
- Albert Schulz (Jurist) (Pseudonym San-Marte; 1802–1893), deutscher Jurist, Dichter, Literaturwissenschaftler und Germanist
- Albert Schulz (Klavierbauer) (1864–1931), deutscher Klavierbauer, Fabrikdirektor, Unternehmer und Erfinder
- Albert Schulz (Politiker) (1895–1974), deutscher Politiker
- Alexander Schulz (Veranstalter) (* 1966), deutscher Festivalveranstalter
- Alexander Schulz (Slackliner) (* 1991), deutscher professioneller Slackliner
- Alfons Schulz (1871–1947), deutscher Theologe und Hochschullehrer
- Alfred Schulz (1854–1902), deutscher Architekt und Zeichner; siehe unter Schulz & Schlichting
- Alfred Schulz (Mediziner) (1890–1947), deutscher Mediziner
- Alfred Schulz (Politiker) (1928–2011), deutscher Politiker (SPD)
- Alfred Schulz-Bischof (1891–nach 1971), deutscher Wohnungsbaufunktionär
- Alfred Schulz van Treeck (1903–1958), deutscher Mediziner
- Alina Schulz (* 1991), deutsche Journalistin
- André Schulz (Journalist) (* 1959), deutscher Journalist
- André Schulz (Kriminalbeamter) (* 1970), deutscher Kriminalbeamter
- André Schulz (Musiker), deutscher Musiker
- Andreas Schulz (Künstler), deutscher Holzschnitzer
- Andreas Schulz (Schauspieler, 1939) (* 1939), deutscher Schauspieler
- Andreas Schulz (Mediziner) (* 1943), deutscher Pathologe
- Andreas Schulz (Ruderer) (* 1951), deutscher Ruderer
- Andreas Schulz (Rallyebeifahrer) (* 1955), deutscher Rallye-Navigator
- Andreas Schulz (Historiker) (* 1958), deutscher Historiker
- Andreas Schulz (Lichtdesigner) (* 1959), deutscher Lichtdesigner
- Andreas Schulz (Politiker) (* 1961), deutscher Politiker
- Andreas Schulz (Intendant) (* 1961), deutscher Intendant und Kulturmanager
- Andreas Schulz (* 1966), deutscher Bassist und Hochschullehrer, siehe Mini Schulz
- Andreas Schulz (Schauspieler, 1986) (* 1986), deutscher Schauspieler
- Andreas Geyer-Schulz (* 1960), Informatiker, Informationswissenschaftler und Hochschullehrer
- Andreas S. Schulz (* 1969), deutscher Mathematiker
- Anika Schulz (* 1983), deutsche Volleyballspielerin
- Anita Schulz (* 1987), deutsche Schauspielerin
- Anja Schulz (Politikerin) (* 1985), deutsche Politikerin (FDP)
- Anja Schulz (Leichtathletin) (* 1990), deutsche Leichtathletin
- Anke Schulz (* 1975), deutsche Handballspielerin
- Anna-Barbara Follmann-Schulz, deutsche Archäologin
- Annelies Schulz (* 1934), deutsche Schriftstellerin
- Annemarie Schulz (Kommunistin) (1897–1979), deutsche Politikerin (KPD) und Widerstandskämpferin
- Annemarie Schulz (Tischtennisspielerin), deutsche Tischtennisspielerin
- Anni Schulz (1897–1943), österreichische Fotografin
- Anselm Schulz (1931–2012), deutscher Ordensgeistlicher
- Ansgar Schulz (* 1966), deutscher Architekt, siehe Schulz und Schulz Architekten
- Anton Schulz, deutscher Politiker (KPD)
- Antonín Schulz (1852–1922), böhmischer Richter und Autor
- Armin Schulz (1966–2010), deutscher Germanist
- Arno Schulz (Politiker), deutscher Politiker (LDPD), MdV
- Arno Schulz (Informatiker) (1924–2008), österreichischer Informatiker
- Arnold Schulz (auch Arno Schulz; 1943–2024), deutscher Volleyballspieler
- Arthur Schulz (Bildhauer) (1873–1943), deutscher Bildhauer
- Arthur Schulz (Jurist) (1878–1917), deutscher Jurist und Sozialdemokrat
- Arthur Schulz (Lehrer) (1885–1963), deutscher Lehrer und Winckelmann-Forscher
- Arthur Schulz (Geistlicher) (1897–1945), deutscher römisch-katholischer Geistlicher und Märtyrer
- Arthur Schulz-Heyn (1863–1946), deutscher Generalmajor
- Astrid Susanna Schulz (* 1972), deutsche Fotografin
- August Schulz (Komponist) (1837–1909), deutscher Geiger, Dirigent und Komponist
- August Schulz (Botaniker) (auch August Schultz; 1862–1922), deutscher Botaniker
- August Schulz (Lautenmacher) (1871–nach 1934), deutscher Lautenmacher
- August Julius Schulz-Albrecht (1897–1952), deutscher Kunsthistoriker und Autor (Pseudonym Otto Brattskoven)
- Axel Schulz (Bildhauer) (1937–2012), deutscher Bildhauer
- Axel Schulz (Fußballspieler) (* 1959), deutscher Fußballspieler
- Axel Schulz (Manager) (* 1960), deutscher Musikmanager, Veranstalter und Club-Betreiber
- Axel Schulz (Boxer) (* 1968), deutscher Boxer
- Axel Schulz (Admiral), deutscher Marineoffizier

### B
- Barbara Schulz (* 1972), französische Schauspielerin
- Bärbel Schulz (1940–2016), deutsche Keramikerin
- Bastian Schulz (* 1985), deutscher Fußballspieler
- Benedikt Schulz (* 1968), deutscher Architekt, siehe Schulz und Schulz Architekten
- Benedikt Schulz (Abt) (1735–1797), letzter Abt von Neuberg
- Benedikt Schulz (Schauspieler) (* 1993), deutscher Schauspieler
- Benjamin Schulz (Autor) (* 1979), deutscher Sachbuchautor
- Benjamin Schulz (Sportkegler) (* 1984), deutscher Sportkegler
- Benjamin Schulz (Handballspieler) (Geburtsname Benjamin Hinz; * 1989), deutscher Handballspieler
- Benjamin Schulz (Politiker) (* 1990), österreichischer Politiker (SPÖ) und Gewerkschafter
- Benno Schulz (1935–2005), deutscher Künstler
- Bernd Schulz (Kurator) (1941–2017), deutscher Journalist, Kurator und Hochschullehrer
- Bernd Schulz (Fußballspieler) (* 1960), deutscher Fußballspieler
- Berndt Schulz (* 1942), deutscher Filmkritiker
- Bernhard Schulz (Politiker) (1861–1933), deutscher Politiker, Architekt, Lehrer und Anwalt
- Bernhard Schulz (Germanist) (1900–1987), deutscher Germanist und Hochschullehrer
- Bernhard Schulz (Schriftsteller) (1913–2003), deutscher Journalist und Schriftsteller
- Bernhard Schulz (Journalist) (* 1953), deutscher Journalist
- Bernhard Schulz (Geologe) (* 1959), deutscher Geologe und Hochschullehrer
- Bernhard Schulz-Marienburg (1918–1987), deutscher Bildhauer
- Berta Schulz (1878–1950), deutsche Politikerin (SPD), MdR
- Bettina Jansen-Schulz (* 1950), deutsche Hochschuldidaktikerin und Genderexpertin
- Birgit Schulz, deutsche Filmproduzentin und Filmregisseurin
- Birgit Lohberg-Schulz (* 1965), deutsche Schwimmerin
- Björn Schulz (General) (* 1967), deutscher Brigadegeneral
- Björn Schulz, Leukämieopfer, siehe Björn Schulz Stiftung
- Bodo Schulz (1911–1987), deutscher Gewerkschafter (FDGB) und Politiker
- Brigitta Schulz (* 1953), deutsche Politikerin (SPD)
- Bruno Schulz (Lehrer) (1824–1890), deutscher Gewerbeschullehrer und Politiker
- Bruno Schulz (Architekt) (1865–1932), deutscher Architekt und Hochschullehrer
- Bruno Schulz (Meereskundler) (1888–1944), deutscher Meereskundler
- Bruno Schulz (Mediziner) (1890–1958), deutscher Erbbiologe und Psychiater
- Bruno Schulz (1892–1942), polnischer Schriftsteller, Literaturkritiker, Grafiker und Zeichner
- Bruno Schulz (Komponist), deutscher Komponist
- Bruno Schulz (Schiedsrichter) (* 1934), deutscher Fußballschiedsrichter
- Bruno Schulz (Medailleur) (* 1940), deutscher Porträtist und Medailleur
- Bruno Schulz-Briesen (1832–1919), deutscher Bergbauunternehmer
- Burkhard Schulz-Jander (1938–2023), deutscher Ingenieur und Hochschullehrer

### C
- Carl Schulz (Bildhauer) (1811–1871), deutscher Bildhauer
- Carl Schulz (Fotograf) (1831–1884), deutscher Fotograf, Lithograf und Verleger
- Carl Schulz (Ingenieur) (* 1927), deutscher Ingenieur und Unternehmer
- Carl Schulz-Schwerin (1845–1913), deutscher Pianist und Komponist
- Carl Friedrich Schulz-Euler (Pseudonym Hanns Wolfgang Rath; 1880–1934), deutscher Schriftsteller, Verleger, Genealoge und Literaturwissenschaftler
- Carl Gustav von Schulz (1792–1856), deutscher Historiker
- Carl-Heinz Schulz (1946–2012), deutscher Philatelist und Verbandsfunktionär
- Carl Julius Schulz (1828–1886), deutscher Fabrikant und Handelskammerpräsident
- Carl Theodor Schulz (1849–nach 1912), deutscher Schriftsteller
- Carla Schulz-Hoffmann (* 1946), deutsche Kunsthistorikerin
- Carsten Reinhold Schulz (* 1963), deutscher Künstler und Autor
- Charles M. Schulz (1922–2000), US-amerikanischer Comicautor
- Charly Schulz (Karl-Heinz Schulz; * 1955), deutscher Fußballspieler
- Chris Schulz (* 1984), deutscher Schauspieler und Musicaldarsteller
- Christel Schulz (1921–2014), deutsche Leichtathletin
- Christian Schulz (Kupferschmied) (1652–1732), deutscher Kupferschmied und Firmengründer
- Christian Schulz (Schriftsteller) (* 1954), deutscher Schriftsteller
- Christian Schulz (Fotograf) (* 1961), deutscher Fotograf
- Christian Schulz (Dirigent) (* 1967), österreichischer Cellist und Dirigent
- Christian Schulz (Geograph) (* 1967), deutscher Geograph
- Christian Schulz (Fußballspieler) (* 1983), deutscher Fußballspieler
- Christian Norberg-Schulz (1926–2000), norwegischer Architekt, Hochschullehrer, Autor und Architekturtheoretiker
- Christian Hans Schulz (* 1967), deutscher Regisseur und Drehbuchautor
- Christiane Schulz (* 1955), deutsche Lyrikerin
- Christine Schulz (Tennisspielerin) (* 1960), deutsche Tennisspielerin
- Christine Schulz (Künstlerin) (* 1961), deutsche Installations- und Medienkünstlerin
- Christine Schulz (Leichtathletin) (* 1984), deutsche Hürdenläuferin
- Christine Schulz-Reiss (* 1956), deutsche Schriftstellerin
- Christof Schulz (* 1967), deutscher Chemiker
- Christoph Schulz-Mons (* 1945), deutscher Kunsthistoriker
- Chrissy Schulz (* 1972), deutsche Schauspielerin
- Claudia Schulz (Religionswissenschaftlerin) (* 1968), deutsche evangelische Theologin, Religionswissenschaftlerin und Hochschullehrerin
- Claudia Schulz (* 1977), deutsche Agrarökologin und Politikerin (Bündnis 90/Die Grünen)
- Claudia Schulz (Fußballspielerin) (* 1978), deutsche Fußballspielerin
- Claus Schulz (1934–2024), deutscher Balletttänzer, Choreograph und Ballettmeister
- Claus-Dieter Schulz (1924–2004), deutscher Zahnmediziner, Sanitätsoffizier und Generalarzt
- Curt Schulz (Bankier) (um 1883–1957), deutscher Bankier
- Curt Schulz-Steglitz (Curt Schulz; Kurt Schulz; 1875–1945), deutscher Maler, Grafiker, Zeichner und Illustrator

### D
- Dagmar Schulz (Politikerin) (* 1963), deutsche Politikerin und Landrätin
- Dagmar Schulz (Schönheitskönigin) (* ca. 1965), deutsche Schönheitskönigin
- Daniel Schulz (Sänger) (* 1974), deutscher Sänger
- Daniel Schulz (Journalist) (* 1979), deutscher Journalist
- Daniel Schulz (Fußballspieler) (* 1986), deutscher Fußballspieler
- Daniela Schulz (Filmemacherin) (* 1968), deutsche Autorin, Regisseurin und Produzentin
- Daniela Schulz (Schauspielerin) (* 1982), deutsche Schauspielerin
- Davis Schulz (* 1996), deutscher Schauspieler und Musiker
- Dennis Schulz (* 1968), österreichischer Westernreiter
- Detlef Schulz (Fußballspieler) (* 1951), deutscher Fußballspieler
- Detlef Schulz (Ingenieurwissenschaftler) (* 1967), deutscher Ingenieurwissenschaftler und Hochschullehrer
- Detlev Schulz-Hendel (* 1962), deutscher Politiker (Bündnis 90/Die Grünen)
- Dieter Schulz (Mediziner) (* 1938), deutscher Mediziner
- Dieter Schulz (Fußballspieler, 1939) (1939–2018), deutscher Fußballspieler (Arminia Bielefeld)
- Dieter Schulz (Fußballspieler, 1941) (1941–2019), deutscher Fußballspieler (Energie Cottbus)
- Dieter Schulz (Erziehungswissenschaftler) (* 1942), deutscher Erziehungswissenschaftler und Hochschullehrer
- Dieter Schulz (Anglist) (* 1943), deutscher Anglist und Hochschullehrer
- Dietmar Schulz (Maueropfer) (1939–1963), deutsches Todesopfer an der Berliner Mauer
- Dietmar Schulz (Staatssekretär) (* 1942), deutscher politischer Beamter (SPD)
- Dietmar Schulz (Regisseur) (* 1943), Filmregisseur
- Dietmar Schulz (Politiker, 1960) (* 1960), deutscher Politiker (Piraten), MdL Nordrhein-Westfalen
- Dietrich Schulz (1932–2013), deutscher Unternehmer und Mäzen
- Dietrich Schulz-Köhn (Dr. Jazz; 1912–1999), deutscher Musikautor und Hörfunkmoderator
- Dimitri Schulz (* 1987), deutscher Ingenieur und Politiker (AfD), MdL
- Dirk Schulz (* 1965), deutscher Zeichner
- Dirk Schulz (* 1965), deutscher Singer-Songwriter, siehe Reverend Schulzz
- Dominik Schulz (* 1992), deutscher Tennisspieler
- Dora Schulz (1906–1974), deutsche leitende Mitarbeiterin des Goethe-Instituts und Lehrbuchautorin
- Doris Schulz (* 1963), österreichische Politikerin (ÖVP)
- Dorothea Schulz, deutsche Ethnologin

### E
- Eberhard Schulz (Journalist) (1908–1982), deutscher Journalist
- Eberhard Schulz (Politikwissenschaftler) (* 1926), deutscher Politikwissenschaftler
- Eberhard Schulz (Autodesigner) (* 1940), deutscher Fahrzeugdesigner
- Eberhard Schulz (Maueropfer) (1946–1966), deutscher Landarbeiter, Todesopfer an der Berliner Mauer
- Eberhard Schmidt-Schulz (um 1910–nach 1973), deutscher Jazzmusiker
- Eberhard Günter Schulz (1929–2010), deutscher Philosoph
- Eberhard Wilhelm Schulz (* 1926), Literaturwissenschaftler, Schriftsteller
- Eckbert Schulz-Schomburgk (1921–2016), deutscher Agrikulturchemiker
- Eckehard Schulz (* 1952), deutscher Arabist und Sprachwissenschaftler
- Eckhard Schulz (* 1940), deutscher Ringer
- Ed Schulz (1942–1998), österreichischer bildender Künstler
- Edgar Schulz (* 1933), deutscher Tierernährungswissenschaftler
- Edmund Schulz (1877–1961), deutscher Konteradmiral
- Eduard Schulz (Pianist) (1812–1876), österreichischer Pianist und Lyriker
- Eduard Schulz (Schriftsteller) (1891–1969), Schriftsteller
- Eduard Schulz-Briesen (1831–1891), deutscher Maler
- Eduard Wilhelm Schulz (1796–1880), evangelischer Pfarrer und Krankenhausbegründer
- Egon Schulz (1935–2004), deutscher Sänger (Bariton)
- Ehrenfried Schulz (1939–2016), deutscher Theologe, Religionspädagoge und Hochschullehrer
- Ekkehard Schulz (* 1941), deutscher Manager
- Elisabeth von Schulz (1884–1958), deutsche Malerin
- Elisabeth Schulz (Pädagogin) (1903–1957), deutsche Pädagogin
- Elisabeth Schulz-Semrau (1931–2015), deutsche Schriftstellerin
- Elizabeth Norberg-Schulz (* 1959), norwegische Sopranistin
- Ellen Schulz (Erziehungswissenschaftlerin) (1929–2015), deutsche Erziehungswissenschaftlerin und Hochschullehrerin
- Ellen Schulz (* 1957), deutsche Schauspielerin und Regisseurin
- Emma von Schulz († 1882), deutschbaltische Genre- und Porträtmalerin
- Emanuel Schulz (* 1975), österreichischer Komponist und Dirigent
- Emil Schulz (Maler) (1822–1912), deutscher Maler, Lithograf und Porträtphotograph
- Emil Schulz (Fußballspieler), deutscher Fußballspieler
- Emil Schulz (Boxer) (1938–2010), deutscher Boxer
- Emil Schulz-Sorau (1901–1989), deutscher Maler und Grafiker
- Emil Oskar Schulz (1846–1927), deutscher Gutsbesitzer und Stadtrat
- Eric Schulz (* 1979), deutscher Filmemacher und Opernregisseur
- Erich Schulz (Bibliothekar) (1874–1941), deutscher Bibliothekar
- Erich Schulz (Eissportler), mehrfacher Deutscher Meister im Eissegeln
- Erich Schulz (Reichsbanneraktivist) (1898–1925), deutscher Reichsbanneraktivist
- Erich Schulz (Politiker, 1902) (1902–1977), deutscher Politiker (SPD), MdL Braunschweig und Niedersachsen
- Erich Schulz (Zoologe) (1904–1969), deutscher Meeresbiologe
- Erich Schulz (Politiker, II), deutscher Politiker (SPD/SED), MdL Mecklenburg-Vorpommern
- Erich Schulz (Widerstandskämpfer, 1907) (1907–1944), deutscher Widerstandskämpfer gegen den Nationalsozialismus
- Erich Schulz (Holzbildhauer) (1909–1999), deutscher Holzbildhauer
- Erich Schulz (Radsportler) (1914–1956), deutscher Radrennfahrer
- Erich Schulz (Widerstandskämpfer, 1920) (1920–1945?), deutscher Widerstandskämpfer gegen den Nationalsozialismus
- Erich O. Schulz-Du Bois (1926–2018), deutscher Physiker
- Erik D. Schulz, Schriftsteller
- Erik O. Schulz (* 1965), deutscher Politiker, Oberbürgermeister von Hagen
- Ernst Schulz (Historiker) (1897–1944), deutscher Historiker
- Ernst Schulz (Chemiker) (Ernst Otto Schulz; 1906–1982), deutscher Chemiker und Verfahrenstechniker
- Ernst Bernhard Schulz (1896–1985), US-amerikanischer Politikwissenschaftler
- Ernst Hermann Schulz (1886–1962), deutscher Eisenhüttenmann und Forschungsorganisator
- Erwin Schulz (1900–1981), deutscher SS-Brigadeführer und Generalmajor der Polizei
- Eugen Schulz-Breiden (1902–1951), deutscher Schauspieler, Regisseur und Dramaturg
- Eva Schulz (Handballspielerin), deutsche Handballspielerin
- Eva Schulz, Geburtsname von Eva Imhof (* 1978), deutsche Fernsehjournalistin und -moderatorin
- Eva Schulz (Journalistin) (* 1990), deutsche Journalistin und Webvideoproduzentin
- Eva Schulz-Endert (1912–2006), deutsche Keramikerin
- Eva Schulz-Flügel (* 1939), deutsche Theologin
- Eva Marianne Schulz (* 1983), deutsche Theater- und Filmschauspielerin
- Evelyn Schulz (Japanologin) (* 1963), deutsche Japanologin und Hochschullehrerin
- Evelyn Schulz (Handballspielerin) (* 1988), deutsche Handballspielerin
- Ewald Schulz (Architekt) (1850–1906), Stadtrat und Angehöriger des Magistrats von Cottbus
- Ewald Schulz (Musikdirektor) (1856–1942), deutscher Musikdirektor
- Ewald Schulz (Politiker) (1896–1967), deutscher Politiker (NSDAP)

### F
- Fabian Schulz (* 1967), deutscher Musiker, Sänger und Songwriter
- Ferdinand Schulz (Komponist) (1821–1897), deutscher Sänger und Komponist
- Ferdinand Schulz (Politiker), böhmischer Abgeordneter zum Österreichischen Abgeordnetenhaus
- Ferdinand Schulz (Schriftsteller) (1835–1905), tschechischer Schriftsteller
- Ferdinand Schulz (Segelflieger) (1892–1929), deutscher Segelflieger
- Ferdinand Schulz (Ingenieur) (1914–1976), österreichischer Ingenieur und Hydrauliker
- Florian Schulz (Märtyrer) (1873–nach 1933), russlanddeutscher römisch-katholischer Geistlicher und Märtyrer
- Florian Schulz (Fotograf) (* 1975), deutscher Fotograf
- Florian Schulz (Boxer) (* 1994), deutscher Boxer
- Frank Schulz (Schauspieler), deutscher Schauspieler
- Frank Schulz (Kunstpädagoge) (* 1952), deutscher Kunstpädagoge und Hochschullehrer
- Frank Schulz (Schriftsteller) (* 1957), deutscher Schriftsteller
- Frank Schulz (Fußballspieler) (* 1961), deutscher Fußballspieler
- Frank Schulz (Radsportler) (* 1985), deutscher Radsportler
- Frank Schulz-Nieswandt (* 1958), deutscher Soziologe und Hochschullehrer
- Franz Schulz, eigentlicher Name von Franz Verdier (1869–1938), deutscher Schauspieler und Theaterleiter
- Franz Schulz (Politiker, 1891) (1891–1956), österreichischer Politiker (SPÖ)
- Franz Schulz (SS-Mitglied) (1894–1970), deutscher Polizeibeamter und SS-Führer
- Franz Schulz (Drehbuchautor) (1897–1971), österreichischer Schriftsteller und Drehbuchautor
- Franz Schulz (Politiker, 1948) (* 1948), deutscher Politiker (Bündnis 90/Die Grünen)
- Franz Schulz (Mediziner) (* 1949), österreichischer Chirurg
- Franz Schulz von Rothacker († 1810), österreichischer Generalmajor
- Franz-Adalbert Schulz (1939–1995), deutscher Agrarwissenschaftler, Phytopathologe und Hochschullehrer
- Fred Schulz (Fußballspieler) (1903–1990), deutscher Fußballspieler und -trainer
- Fred Schulz (General) (1938–2004), deutscher Brigadegeneral
- Fred Schulz (Politiker) (* 1956), deutscher Politiker (CDU), Oberbürgermeister von Remscheid
- Fred Schulz (Eiskunstläufer), deutscher Eiskunstläufer
- Freidank Schulz (1885–vor 1958), deutscher Grafiker
- Friedel Schulz-Dehnhardt (1909–2011), deutsche Malerin
- Friedemann Schulz (1945–2016), deutscher Hörspielautor
- Friedemann Schulz von Thun (* 1944), deutscher Psychologe
- Frieder Schulz (1917–2005), deutscher evangelischer Liturgiewissenschaftler
- Friedhelm Schulz (1933–2020), deutscher Autor, Porträtmaler und Mail-Art-Künstler
- Friedrich Schulz (Autor) (1762–1798), deutscher Schriftsteller
- Friedrich Schulz (Politiker, 1795) (1795–1864), deutscher Jurist, Politiker und Staatsminister im Herzogtum Braunschweig
- Friedrich Schulz (Maler) (um 1823–1875), deutscher Maler
- Friedrich Schulz (Gewerkschafter) (1830–1898), deutscher Schriftsetzer und Gewerkschaftsfunktionär
- Friedrich Schulz (Gartenarchitekt) (1840–1899), deutscher Gartenarchitekt
- Friedrich von Schulz (1840–1925), deutscher Jurist und Eisenbahnfunktionär
- Friedrich Schulz (Politiker, 1897) (1897–1965), deutscher Politiker (NSDAP), MdR
- Friedrich Schulz (General) (1897–1976), deutscher General der Infanterie
- Friedrich Schulz (Publizist) (1925–2014), deutscher Publizist, Journalist und Schriftsteller
- Friedrich Eduard Schulz (1799–1829), deutscher Philosoph und Orientalist
- Friedrich Gottlieb Schulz (1813–1867), deutscher Lehrer und Politiker
- Friedrich-Horst Schulz (1915–1982), deutscher Internist, Gerontologe und Hochschullehrer
- Friedrich Wilhelm Schulz (Wilhelm Schulz, Wilhelm Schulz-Bodmer, 1797–1860), deutscher Offizier und Publizist
- Fritz Schulz (Architekt), deutscher Architekt
- Fritz Schulz (Jurist) (1879–1957), deutscher Jurist, Rechtshistoriker und Hochschullehrer
- Fritz Schulz (Fußballspieler) (1886–1918), deutscher Fußballspieler
- Fritz Schulz (Schauspieler) (1896–1972), deutscher Schauspieler
- Fritz Schulz (Gartenbauwissenschaftler) (1898–1978), deutscher Garten- und Obstbauwissenschaftler
- Fritz Schulz (Bildhauer) (1909–1993), deutscher Bildhauer und Medailleur
- Fritz Schulz (Politiker) (1910–1991), deutscher Politiker (BHE), MdL Niedersachsen
- Fritz Schulz (General) (* 1924), deutscher General
- Fritz Schulz (Fußballspieler, DDR), deutscher Fußballspieler
- Fritz Schulz-Reichel (1912–1990), deutscher Jazz-Pianist und Komponist
- Fritz Schulz-Röstel (1906–1987), deutscher Maler
- Fritz Otto Hermann Schulz (1890–nach 1942), deutscher Journalist, völkisch-antisemitischer Publizist und Schriftsteller
- Fritz Traugott Schulz (1875–1951), deutscher Kunsthistoriker, Konservator und Museumsdirektor
- Fritz W. Schulz (1884–1962), deutscher Maler

### G
- Gawriil Alexandrowitsch Schulz (1903–1984), russischer Bildhauer und Hochschullehrer
- Georg Schulz (Ministerialbeamter) (1882–1937), deutscher Ministerialbeamter
- Georg Schulz (Theologe) (1889–1954), deutscher Pfarrer und Schriftsteller
- Georg Schulz (Politiker) (1896–1956), deutscher Maler und Politiker (FDP/DVP), MdL Baden-Württemberg
- Georg Schulz (Sänger) (1915–1976), deutscher Sänger
- Georg Schulz (Musiker) (* 1963), österreichischer Musiker und Hochschullehrer
- Georg August Friedrich Hermann Schulz, eigentlicher Name von Heinrich George (1893–1946), deutscher Schauspieler
- Georg E. Schulz (* 1939), deutscher Physiker und Strukturbiologe
- George J. Schulz (1925–1976), US-amerikanischer Physiker
- Gerd Schulz (* 1947), deutscher Politiker (SED, PDS), MdV
- Gerd Schulz-Pilath (1951–2018), deutscher Designer
- Gerhard Schulz (Schiedsrichter) (1906–1969), deutscher Fußballschiedsrichter
- Gerhard Schulz (Fußballspieler) (1911–nach 1943), deutscher Fußballspieler
- Gerhard Schulz (Ingenieur) (1914–2001), deutscher Luftfahrtingenieur
- Gerhard Schulz (Historiker) (1924–2004), deutscher Historiker
- Gerhard Schulz (Literaturwissenschaftler) (1928–2022), deutscher Literaturwissenschaftler
- Gerhard Schulz (Reiter) (1931–2008), deutscher Vielseitigkeits- und Springreiter
- Gerhard Schulz (Politiker) (* 1948), deutscher Politiker (CDU)
- Gerhard Schulz (General) (* 1950), deutscher Brigadegeneral
- Gerhard Schulz (Musiker) (* 1951), österreichischer Violinist
- Gerhard Schulz (Staatssekretär) (* 1966), deutscher Jurist und Manager
- Germany Schulz (1883–1951), US-amerikanischer American-Football-Spieler und -Trainer
- Gernot Schulz (* 1952), deutscher Dirigent und Musikpädagoge
- Gesine Schulz (* 1969), deutsche Schriftstellerin
- Gian Luca Schulz (* 1999), deutscher Fußballspieler
- Götz Schulz, Geburtsname von Götz George (1938–2016), deutscher Schauspieler
- Gottfried Schulz (Mediziner) (1669–1719), deutscher Mediziner
- Gottfried Schulz (1846–1925), bessarabiendeutscher Großgrundbesitzer und Viehhändler
- Gottlieb Schulz (1853–1916), bessarabiendeutscher Viehhändler, Landwirt und Großgrundbesitzer
- Gottlob Heinrich Schulz (1764–1821), Jurist und Bürgermeister von Dresden
- Günter Schulz (Radsportler) (1928–2008), deutscher Radsportler
- Günter Schulz (Gewichtheber), deutscher Gewichtheber
- Günter Schulz (Schachspieler) (* 1971), deutscher Fernschachspieler
- Günter Schulz-Benesch (1925–1997), deutscher Sportmediziner und Autor
- Günter Schulz-Hess (* 1943), deutscher Ingenieur und Unternehmer
- Günter Schulz-Ihlefeldt (1912–1966), deutscher Maler
- Günter Albert Schulz (1921–2004), deutscher Maler
- Günter Victor Schulz (1905–1999), deutscher Chemiker
- Günther Schulz (Mathematiker) (1903–1962), deutscher Mathematiker und Hochschullehrer
- Günther Schulz (Theologe) (1936–2022), deutscher Theologe und Kirchenhistoriker
- Günther Schulz (Historiker) (* 1950), deutscher Historiker
- Günther T. Schulz (1909–1978), deutscher Werbegrafiker, Illustrator und Maler
- Gustav Schulz (1807–1874), deutscher Politiker

### H
- Hanfried Schulz (1922–2005), deutscher Maler und Grafiker
- Hannelore Schulz (* 1943), deutsche Gewerkschafterin
- Hannes Schulz-Tattenpach (1905–1953), deutscher Künstler, siehe Odo Tattenpach
- Hanns Schulz (1917–2003), deutscher Sportreporter und Redakteur
- Hanns Schulz-Dornburg (1890–1950), deutscher Theaterintendant
- Hans Schulz (Historiker) (1870–1939), deutscher Historiker und Bibliothekar
- Hans Schulz (Physiker) (Hans R. Schulz; 1885–1968), deutscher Physiker, Optiker und Hochschullehrer
- Hans Schulz (Germanist) (1886–1915), deutscher Germanist
- Hans Schulz (Widerstandskämpfer) (1898–1945), deutscher Widerstandskämpfer
- Hans Schulz (Schauspieler), deutscher Schauspieler
- Hans Schulz (Fußballspieler, 1922) (* 1922), deutscher Fußballspieler
- Hans Schulz (Mediziner)  (* 1940), deutscher Dermatologe
- Hans Schulz (Fußballspieler, 1942) (* 1942), deutscher Fußballspieler
- Hans Schulz-Blochwitz (1888–1967), deutscher Kirchenrat, Domkapitular, Genealoge und Heraldiker
- Hans Schulz-Fielbrandt (1912–1991), deutscher Lehrer und Schriftsteller
- Hans-Erich Schulz (1909–nach 1973), deutscher Zahnarzt und Psychiater
- Hans Gerhard Schulz (* 1946), deutscher Sportfunktionär und Leichtathlet
- Hans-Herbert Schulz (* 1945), deutscher Offizier
- Hans-Joachim Schulz (Geistlicher) (1932–2023), deutscher katholischer Priester, Liturgiewissenschaftler und Ostkirchenkundler
- Hans-Joachim Schulz-Merkel (1913–2000), deutscher Sanitätsoffizier und Medizinalbeamter
- Hans-Jörg Schulz, deutscher Basketballspieler
- Hans-Ulrich Schulz (Leichtathlet) (1939–2012), deutscher Sprinter
- Hans-Ulrich Schulz (Theologe) (* 1945), deutscher evangelischer Theologe und Superintendent
- Hans Wilhelm Schulz (1905–1953), deutscher Maler und Bildhauer, siehe Odo Tattenpach
- Hans Wolfgang Schulz (1910–1967), deutscher Maler
- Harald Schulz (1933–2010), deutscher General
- Heiko Schulz (* 1959), deutscher Theologe und Hochschullehrer
- Heinrich Schulz (Maler) (1797–1886), auch: Peter Heinrich Andreas Schulz und Schultz, deutscher Maler, Zeichenlehrer und Restaurator
- Heinrich Schulz (Dirigent) (1867–1914), deutscher Violoncellist und Dirigent
- Heinrich Schulz (Heimatforscher) (1868–1953), deutscher Lehrer, Organist und Heimatforscher
- Heinrich Schulz  (1872–1932), deutscher Reformpädagoge und Politiker (SPD)
- Heinrich Schulz (Attentäter) (1893–1979), deutscher Offizier und politischer Attentäter
- Heinrich Schulz-Beuthen (1838–1915), deutscher Komponist
- Heinrich von Schulz-Hausmann (1866–1929), deutscher Verwaltungsbeamter
- Heinrich E. M. Schulz (1859–1918), deutscher Entomologe
- Heinrich O. W. Schulz  (1835–1873), deutscher Klavierbauer und Unternehmer
- Heinrich Wilhelm Schulz (1808–1855), deutscher Kunsthistoriker
- Heinz Schulz (Musiker) (1920–1998), deutscher Komponist und Militärmusiker
- Heinz Schulz (Geologe) (1929–2019), deutscher Geologe und Historiker
- Heinz Schulz (Boxer) (1935–2015), deutscher Boxer
- Heinz Schulz-Falkenthal (1922–2010), deutscher Althistoriker
- Heinz Schulz-Neudamm (Paul Heinz Otto Schulz; 1899–1969), deutscher Grafiker und Illustrator
- Heinz Rox-Schulz (genannt Rox; 1921–2004), Globetrotter und Abenteurer
- Heinz Hermann Schulz (1935–2024), deutscher Mineraloge, Generaldirektor der bayerischen naturwissenschaftlichen Staatssammlungen
- Helga Schulz (1939–2021), deutsche Finanzbeamtin, Verbands- und Gewerkschaftsfunktionärin
- Hellmuth Schulz (1909–1987), deutscher Veterinär und Verbandsfunktionär; 1960–1975 Präsident der Deutschen Tierärzteschaft
- Helmut Schulz (Sammler) (1922–1997), deutscher Kaufmann und Kunstsammler
- Helmut Schulz-Schaeffer (* 1925), deutscher Jurist, Regierungsdirektor und Autor
- Helmut H. Schulz (1931–2022), deutscher Schriftsteller
- Helmut Wilhelm Schulz (1912–2006), deutsch-US-amerikanischer Physiker, Chemiker und Umweltwissenschaftler
- Henning Schulz (* 1972), deutscher Politiker (CDU), Bürgermeister von Gütersloh
- Herbert Schulz (1936–2012), deutscher Ingenieur und Hochschullehrer
- Herbert K. Schulz (1926–1985), deutscher Puppentrickfilmer
- Heribert Schulz (1908–1945), deutscher römisch-katholischer Geistlicher, Jesuit und Märtyrer
- Heribert Schulz (Mediziner) (1928–2010), deutscher Pathologe und Kunstsammler
- Hermann Schulz (Politiker, 1872) (1872–1929), deutscher Politiker, Reichstagsabgeordneter
- Hermann Schulz (Politiker, 1874) (1874–1926), österreichischer Politiker, Nationalratsabgeordneter
- Hermann Schulz (Dirigent) (1879–1959), deutscher Dirigent, Herausgeber und Komponist
- Hermann Schulz (Botaniker) (1882–1970), deutscher Botaniker und Museumsdirektor
- Hermann Schulz (Ringer) (1888–nach 1913), deutscher Ringer
- Hermann Schulz (Widerstandskämpfer) (1890–1942), deutscher Widerstandskämpfer
- Hermann Schulz (Fußballspieler) (1896–1980), deutscher Fußballspieler
- Hermann Schulz (Physiker) (* 1938), deutscher Physiker
- Hermann Schulz (Schriftsteller) (* 1938), deutscher Schriftsteller und Verleger
- Hermann Schulz (Geistlicher) (* 1939), deutscher Geistlicher
- Hermann Schulz (Unternehmer) (1940–2020), deutscher Unternehmer und Fußballfunktionär
- Hermann Schulz (Eiskunstläufer) (* 1961), deutscher Eiskunstläufer
- Hermann Schulz (Komponist) († 1967), Komponist
- Hermann Schulz-Baldes (* 1968), deutscher Mathematiker und Hochschullehrer
- Hieronymus Schulz (um 1460–1522), deutscher Geistlicher, Bischof von Brandenburg und Havelberg
- Holger Schulz (* 1954), deutscher Zoologe
- Horst Schulz (Forstwissenschaftler) (1924–2002), deutscher Forstwissenschaftler und Hochschullehrer
- Horst Schulz (Leichtathlet) (* 1930), deutscher Leichtathlet
- Horst Schulz (Politiker) (* 1938), deutscher Politiker
- Horst Schulz-Merliès (1934–2014), deutscher Maler
- Horst D. Schulz (* 1942), deutscher Geochemiker und Hochschullehrer
- Hubert Schulz (1932–2020), deutscher Lehrer und Heimatforscher
- Hugo Schulz (Mediziner) (1853–1932), deutscher Pharmakologe
- Hugo Schulz (Politiker) (1898–1968), deutscher Politiker (Zentrum), MdL Nordrhein-Westfalen
- Hugo Max Schulz (1870–1933), österreichischer, sozialdemokratischer Journalist, Schriftsteller und Militärexperte

### I
- Ida Schulz-Buchner (1870–1950), deutsch-schweizerische Malerin
- Ilse Schulz (1924–2009), deutsche Frauenforscherin
- Ilona Schulz (* 1955), deutsche Schauspielerin, Sängerin und Synchronsprecherin
- Ilona Christina Schulz (* 1961), deutsche Schauspielerin und Sängerin
- Inge Schulz (1923–2014), deutsche Synchronsprecherin
- Ingo Schulz (* 1962), deutscher Kirchenmusiker, Organist und Komponist
- Ingo Schulz-Schaeffer (* 1963), deutscher Soziologe und Hochschullehrer für Technik- und Innovationssoziologie
- Irene Schulz (* 1941), deutsche Physiologin und Hochschullehrerin
- Isabel Schulz (* 1960), deutsche Kunsthistorikerin

### J
- Jacques Schulz (* 1967), deutscher Sportjournalist
- Jan Schulz (* 1974), deutscher Biologe, Meeresforscher, Technologieentwickler und Hochschullehrer
- Jana Schulz (* 1977), deutsche Schauspielerin
- Jenny Schulz (* 1983), deutsche Duathletin und Triathletin
- Jeremy Schulz (* 1998), deutscher Sportschütze
- Jill Schulz, Ehename von Jill Böttcher (* 1986), deutsche Schauspielerin und Synchronsprecherin
- Jimmy Schulz (1968–2019), deutscher Unternehmer und Politiker (FDP), MdB
- Jo Schulz (1920–2007), deutscher Schriftsteller und Bühnenautor
- Joachim Schulz (Jurist, 1901) (1901–1983), deutscher Jurist
- Joachim Schulz (Tiermediziner) (1935–2018), deutscher Veterinärmediziner und Hochschullehrer
- Joachim Schulz (Jurist, 1945) (1945–2006), deutscher Jurist
- Joachim Schulz (Architekt) (* 1955), deutscher Architekt
- Joachim Schulz (Badminton) (* um 1955), deutscher Badmintonspieler
- Johann Schulz (1739–1805), deutscher Theologe, Mathematiker, Philosoph und Hochschullehrer, siehe Johann Friedrich Schultz
- Johann Schulz (Zoologe) (1799–1869), deutscher Pädagoge und Zoologe
- Johann Schulz (Schwimmer) († 1942), deutscher Schwimmer
- Johann Schulz von Leichtenthal (um 1736–1802), österreichischer Feldmarschalleutnant
- Johann Schulz-Sobez (* 1983), deutscher Kunsthistoriker und Galerist
- Johann Schulz von Strasznitzki (1831–1917), österreichischer Jurist
- Johann Abraham Peter Schulz (1747–1800), deutscher Musiker und Komponist
- Johann Christian Schulz (* 1962), deutscher Komponist und Musikproduzent
- Johann Christoph Friedrich Schulz (1774–1806), deutscher Theologe
- Johann Ernst Schulz (1742–1806), deutscher Theologe
- Johann Friedrich Wilhelm Schulz (1883–1964), australischer Pädagoge und Journalist
- Johann Heinrich Schulz (Zopfschulze; 1739–1823), deutscher Pfarrer
- Johann Heinrich Carl Schulz (1794–1836), deutscher Maler
- Johann Philipp Christian Schulz (1773–1827), deutscher Komponist und Kapellmeister
- Johann-Reimer Schulz (* 1942), deutscher Maler, Grafiker und Bildhauer
- Johann Valentin von Schulz († 1686), österreichischer General der Kavallerie, siehe Johann Valentin von Schultz
- Johann Wilhelm Friedrich von Schulz (1829–1899), deutscher Generalleutnant, siehe Wilhelm Friedrich von Schulz
- Johann Anton Ludwig Schulz (1850–1937), deutscher Rittergutsbesitzer und Politiker
- Johannes Schulz (Geistlicher) (Johann Schulz; 1884–1942), deutscher Priester
- Johannes Schulz (1920–2007), deutscher Schriftsteller und Bühnenautor, siehe Jo Schulz
- Johannes David Wilhelm Schulz (1841–1900), deutscher Bergbeamter und Hochschullehrer
- Jörg Schulz (Politiker) (* 1953), deutscher Jurist und Politiker (SPD), Oberbürgermeister von Bremerhaven
- Jörg Schulz (Journalist) (* 1959), deutscher Musikjournalist
- Jörg Schulz (Mediziner) (Jörg Bernhard Schulz; * 1964), deutscher Neurologe und Hochschullehrer
- José Schulz (* 1968), deutscher Diplomat
- Josef Schulz (Architekt) (1840–1917), tschechischer Architekt und Designer
- Josef Schulz (Maler) (1893–1973), österreichischer Maler
- Josef Schulz (1909–1941), deutscher Wehrmachtssoldat, siehe Josef-Schulz-Mythos
- Josef Schulz (Künstler) (1933–2005), österreichischer Maler, Grafiker, Textilgestalter und Hochschullehrer
- Josef Schulz (Fußballspieler) (1952–2013), österreichischer Fußballspieler
- Josef Schulz (Fotograf) (* 1966), deutscher Fotokünstler
- Joseph Schulz (Biologe) (* um 1969), US-amerikanischer Biologe, Zoologe und Hochschullehrer
- Joseph Schulz-Weida (1830–1872), deutscher Komponist
- Juergen Schulz (Kunsthistoriker) (1927–2014), US-amerikanischer Kunsthistoriker
- Juergen Schulz (Moderator) (1943–2020), deutscher Rundfunkmoderator
- Jürgen Schulz (Badminton) (* 1949), deutscher Badmintonspieler
- Jürgen Schulz (Fußballspieler) (* 1952), deutscher Fußballspieler
- Jürgen Schulz (Landrat) (* um 1957), deutscher Landrat
- Jürgen Schulz (Diplomat) (* 1964), deutscher Diplomat
- Jürgen Schulz (Eishockeyspieler) (* 1970), deutscher Eishockeyspieler
- Jürgen Schulz-Grobert (* 1957), deutscher Germanist und Hochschullehrer
- Jürgen Schulz-Schaeffer (* 1927), deutscher Pflanzengenetiker und Hochschullehrer
- Jürgen Erdmann Schulz (* 1971), deutscher Pianist, Organist und Dirigent
- Julius Schulz (Maler) (1805–1874), deutscher Maler
- Julius Schulz (General, 1805) (1805–1875), deutscher Generalmajor
- Julius von Schulz (1817–1895), sächsischer Generalleutnant
- Julius Schulz (Politiker) (1876–1944), deutscher Politiker (USPD, SPD), MdL Braunschweig
- Julius Schulz (General, 1889) (1889–1975), deutscher General der Flieger

### K
- Kai-Fabian Schulz (* 1990), deutscher Fußballspieler
- Karel Schulz (1899–1943), tschechischer Schriftsteller
- Karen Nathalia Riveros Schulz (* 1994), paraguayische Schwimmerin, siehe Karen Riveros
- Karl Schulz (General, 1807) (1807–1866), österreichischer Generalmajor
- Karl Schulz (General, 1820) (1820–1909), preußischer Generalmajor
- Karl Schulz (Landrat) (1838–nach 1874), deutscher Landrat
- Karl Schulz (Jurist) (1844–1929), deutscher Jurist und Bibliothekar
- Karl Schulz (Ingenieur) (1877–1932), österreichisch-tschechischer Ingenieur und Industrieller
- Karl Schulz (Politiker, 1884) (1884–1933), deutscher Politiker (KPD)
- Karl Schulz (Filmproduzent) (1895–1983), deutscher Filmproduzent und Regisseur
- Karl Schulz (DNSAP), österreichischer Parteifunktionär (DNSAP)
- Karl Schulz (Fußballspieler, Mai 1901) (1901–nach 1929), deutscher Fußballspieler
- Karl Schulz (Fußballspieler, August 1901) (1901–1971), deutscher Fußballspieler
- Karl Schulz (SS-Mitglied) (1902–1984), deutscher SS-Hauptsturmführer, Leiter der Politischen Abteilung im KZ Mauthausen
- Karl Schulz (Politiker, 1905) (1905–1989), deutscher Politiker (NSDAP)
- Karl Schulz (Kapitänleutnant) (1906–1995), deutscher Marineoffizier
- Karl Schulz (Kriminalbeamter) (1908–1988), deutscher Kriminalbeamter
- Karl Schulz (Maler) (1912–2003), österreichischer Maler
- Karl Schulz (Schauspieler) (* 1945), deutscher Schauspieler und Synchronsprecher
- Karl Schulz-Korth (1906–1931), deutscher Botaniker
- Karl Adolf Schulz (1870–1937), deutscher Politiker (SPD), Abgeordneter des Oldenburger Landtags
- Karl-Christoph Schulz (1947–2014), deutscher Druckgrafiker und Hochschullehrer
- Karl Ferdinand Schulz (1782–1871), deutscher Jurist
- Karl Friedrich Schulz (Komponist) (1784–1850), deutscher Kirchenlieddichter
- Karl Friedrich Schulz (Maler) (genannt Jagdschulz; 1796–1866), deutscher Maler
- Karl Heinrich Schulz (1884–nach 1944), deutscher Maler und Grafiker
- Karl-Heinrich Schulz (1906–1986), deutscher Generalmajor der Luftwaffe
- Karl-Heinz Schulz (Mediziner) (1922–2010), deutscher Dermatologe und Hochschullehrer
- Karl-Heinz Schulz (Journalist) (1927–2013), zeitweise leitender Sportredakteur der Norddeutschen Neuesten Nachrichten
- Karl-Heinz Schulz (* 1955), deutscher Fußballspieler, siehe Charly Schulz
- Karl-Lothar Schulz (1907–1972), deutscher Generalmajor der Luftwaffe
- Karl Ludwig Jacob Schulz, eigentlicher Name von Ludwig Carlsen (1902–1993), deutscher Filmproduzent
- Karla Schulz (1932–2018), deutsche Tischtennisspielerin
- Karoline Schulz (* 1973), deutsche Flötistin und Komponistin
- Karsten Schulz (Tennisspieler) (* 1962), deutscher Tennisspieler
- Karsten Schulz (Schachspieler) (* 1962), deutscher Schachspieler
- Karsten Schulz (Geograph) (* 1964), deutscher Geograph
- Karsten Schulz (Fußballspieler) (* 1965), deutscher Fußballspieler
- Kaspar Schulz (1856–1915), deutscher Kupferschmied und Unternehmer
- Katharina Schulz, Geburtsname von Katharina Thewes (* 1983), deutsche Handballspielerin
- Kay Puhan-Schulz (1938–2022), deutscher Architekt
- Kerstin Schulz (* 1967), deutsche Künstlerin
- Kevin Schulz (* 1988), deutscher Fußballspieler
- Klaus Schulz (Basketballspieler) (* 1936), deutscher Basketballnationalspieler
- Klaus Schulz (Musikwissenschaftler) (1940–2016), österreichischer Musikwissenschaftler und Autor
- Klaus Schulz (Theologe) (* 1948), deutscher Professor für Biblische Theologie
- Klaus-Dieter Schulz (Mediziner) (1937–2007), deutscher Gynäkologe
- Klaus-Dieter Schulz (Badminton), deutscher Badmintonspieler
- Klaus-Dieter Schulz (Boxer), deutscher Boxer
- Klaus-Dieter Schulz (Handballspieler) (* 1961), deutscher Handballspieler
- Klaus-Dieter Schulz-Vobach (* 1940), deutscher Journalist und Publizist
- Klaus-Jürgen Schulz (* 1960), deutscher Schachspieler
- Klaus-Peter Schulz (1915–2000), deutscher Politiker
- Klaus-Peter Schulz (Heimatforscher) (1942–2013), deutscher Heimatforscher und Museumsleiter
- Knut Schulz (* 1937), deutscher Historiker
- Kofi Schulz (* 1989), deutsch-ghanaischer Fußballspieler
- Konrad Schulz (Politiker) (1827–nach 1876), deutscher Kaufmann, MdL Preußen
- Konrad Schulz (Maler) (1940–2001), deutscher Maler, Grafiker, Bildhauer und Objektkünstler
- Konrad Schulz-Merkel (auch Conrad Schulz-Merkel; 1863–1919), deutscher Kantor, Organist und Komponist
- Kordula Schulz-Asche (* 1956), deutsche Politikerin (Bündnis 90/Die Grünen)
- Kristin Schulz (* 1975), deutsche Germanistin und Autorin
- Kristina Schulz (* 1971), deutsche Historikerin
- Kurd Schulz (1900–1974), deutscher Bibliothekar und Schriftsteller
- Kurt Schulz (Kameramann) (1912–1957), deutscher Kameramann und Filmproduzent
- Kurt Schulz (Landwirt) (* 1920), deutscher Landwirt und Verbandsfunktionär
- Kurt Schulz (Politiker) (1922–2017), deutscher Politiker (SPD)
- Kurt Schulz (Motorsportler), deutscher Motorsportler
- Kurt Schulz (Maler) (1927–1999), deutscher Maler und Grafiker
- Kurt Schulz (Fußballspieler) (* 1937), deutscher Fußballspieler
- Kurt Schulz (Footballspieler) (* 1968), US-amerikanischer Footballspieler
- Kurt Max Schulz-Schönhausen (1922–1999), deutscher Maler und Grafiker
- Kurt-Werner Schulz (1953–1989), deutscher Architekt
- Kwabe Schulz (* 1998), deutscher Fußballspieler

### L
- Lavinia Schulz (1896–1924), deutsche Schauspielerin und Tänzerin
- Lebrecht Wilhelm Schulz (1774–1863), deutscher Elfenbeinschnitzer
- Leo Schulz (Meteorologe) (1908–1970), deutscher Meteorologe, Leiter der Wetterwarte Braunlage
- Leo-Clemens Schulz (1923–2002), deutscher Tiermediziner
- Leonhard Schulz (1813–1860), österreichischer Gitarrist und Komponist
- Leopold Schulz (Maler) (1804–1873), österreichischer Maler
- Leopold Schulz (Theologe) († 1893), deutscher Theologe und Kirchenpolitiker
- Leopold Schulz (Architekt) (1883–1945), österreichischer Architekt
- Leopold Karl Schulz von Strassnitzky (1803–1852), deutscher Mathematiker und Lehrer
- Lore Schulz (* 1938), deutsche Schauspielerin
- Lothar Schulz (Politiker) (1904–1976), deutscher Politiker (CDU)
- Lothar Schulz (Fußballspieler, 1947) (1947–2009), deutscher Fußballspieler
- Lothar Schulz (Fußballspieler, 1957) (* 1957), deutscher Fußballspieler
- Louis Schulz (auch Ludwig Schulz; 1806–1885), deutscher Rechtsanwalt und Politiker, MdR
- Ludwig Schulz (General) (1896–1966), deutscher Generalmajor
- Lucia Schulz (* 20. Jahrhundert), deutsche Schauspielerin
- Luisa Charlotte Schulz (* 1991), deutsche Schauspielerin, Sängerin, Comedienne
- Lukas Schulz (* 1981), deutscher Boxer
- Luke Schulz (* 1984), US-amerikanischer Skeletonsportler

### M
- Maik Schulz (* 1968), deutscher Fußballspieler
- Manfred Schulz (Chemiker) (1930–2013), deutscher Chemiker und Hochschullehrer
- Manfred Schulz (Kabarettist) (* 1935), deutscher Kabarettist
- Manfred Schulz (Politiker, 1935) (* 1935), deutscher Politiker (SPD), Mitglied der Stadtverordnetenversammlung von (Ost-)Berlin
- Manfred Schulz (Politiker, 1937) (* 1937), deutscher Politiker (CDU)
- Manfred Schulz (Soziologe) (1938–2022), deutscher Soziologe
- Manfred Schulz (Schauspieler) (* 1942), deutscher Schauspieler
- Manfred Schulz (Handballspieler), deutscher Handballspieler
- Manfred Schulz (Politiker, 1963) (* 1963), österreichischer Landwirt und Politiker (ÖVP)
- Manfred Schulz (Politiker, 1978) (* 1978), deutscher Politiker (CDU), seit 2023 Bürgermeister von Kaiserslautern
- Marco Schulz (* 1993), deutscher Offizier und Politiker (AfD)
- Margarete Schulz (1916–2003), deutsche Schneiderin und  Politikerin (SED)
- Margarete Lindau-Schulz (1878–1965), deutsche Schriftstellerin, Drehbuchautorin und Regisseurin
- Margrit Schulz (* vor 1945), deutsche Filmeditorin
- Maria Schulz (* 1950), österreichische Grafikerin
- Maria Schulz-Dornburg (auch Marie Schulz-Dornburg; 1892–1976), deutsche Sängerin und Hochschullehrerin
- Marie Schulz (1882–1935), deutsche Politikerin (DDP), Historikerin, Pädagogin und Frauenrechtlerin
- Marina Schulz (1960–2013), deutsche Ingenieurin und Prodekanin
- Mario Schulz (* 1966), deutscher Politiker (NPD)
- Markus Schulz (* 1975), US-amerikanischer DJ und Musikproduzent
- Martin Schulz (Maler) (1894–1968), deutscher Maler und Kunstpädagoge
- Martin Schulz (Eishockeyspieler) (Anfang des 20. Jhs.–zwischen 1939 und 1945), deutscher Eishockeyspieler
- Martin Schulz (* 1955), deutscher Politiker (SPD)
- Martin Schulz (Pharmazeut) (* 1959), deutscher Pharmazeut und Pharmakologe
- Martin Schulz (Kunsthistoriker) (* 1962), deutscher Kunsthistoriker und Medienwissenschaftler
- Martin Schulz (Jurist) (* 1964), deutscher Jurist und Hochschullehrer
- Martin Schulz (Triathlet) (* 1990), deutscher Triathlet
- Martin Schulz van Treeck (1928–1999), deutscher Architekt
- Marvin Schulz (Politiker) (* 1994), deutscher Politiker (CDU), Mitglied des Bundestages
- Marvin Schulz (Fußballspieler) (* 1995), deutscher Fußballspieler
- Mathias Schulz (Tenor), deutscher Opernsänger (Tenor)
- Mathias Schulz (Politiker) (* 1985), deutscher Jurist und Politiker (SPD)
- Matías Carlos Schulz (* 1982), argentinischer Handballspieler
- Matthias Schulz (Theologe) (1900–1981), lutherischer Theologe und Kirchenrat
- Matthias Schulz (Fußballspieler) (* 1963), deutscher Fußballspieler und -trainer
- Matthias Schulz (Historiker) (* 1964), deutscher Historiker
- Matthias Schulz (Musiker) (* 1967), deutscher Musiker, Komponist und Produzent
- Matthias Schulz (Germanist) (* 1969), deutscher Germanist
- Matthias Schulz (Kulturmanager) (* 1977), deutscher Kulturmanager
- Max Schulz (Politiker) (1851–1928), deutscher Kaufmann und Politiker, MdR
- Max von Schulz (1854–1920), deutscher Gewerberichter, 1. Vorsitzender des Berliner Gewerbe- und Kaufmannsgerichts
- Max Schulz (Physiker) (1939–2017), deutscher Physiker
- Max Schulz (Volleyballspieler) (* 2002), deutscher Volleyballspieler
- Max Schulz-Fürstenberg (1870–1931), deutscher Violoncellist
- Max E. Schulz (Max Erich Schulz; 1905–1982), deutscher Milchwissenschaftler
- Max-Gotthard Schulz (1940–2000), deutscher Geologe und Paläontologe
- Max Walter Schulz (1921–1991), deutscher Schriftsteller
- Maximilian Schulz (* 1994), deutscher Politiker (Die Linke)
- Melanie Schulz (* 1979), deutsche Leichtathletin
- Michael Schulz (Fußballspieler, 1958) (* 1958), deutscher Fußballspieler
- Michael Schulz (Theologe) (* 1960), katholischer Theologe
- Michael Schulz (Fußballspieler, 1961) (* 1961), deutscher Fußballspieler
- Michael Schulz (Musiker) (* 1963), deutscher Jazzmusiker und Komponist
- Michael Schulz (Regisseur) (* 1966), deutscher Opernregisseur und Intendant
- Michael Schulz (Geologe) (* vor 1969), Leiter des MARUM Bremen (ab 2012)
- Michael Schulz (Pflegewissenschaftler) (* 1969), deutscher Pflegewissenschaftler
- Michael Schulz (Handballspieler) (* 1996), deutscher Handballspieler
- Michail Fjodorowitsch von Schulz (1862–1919), russischer Vizeadmiral
- Michail Michailowitsch Schulz (1919–2006), russischer Physikochemiker und Hochschullehrer
- Michel Schulz (* 1990), deutscher Schauspieler und Musiker
- Miguel E. Schulz (1851–1922), mexikanischer Architekt, Bildhauer und Rektor der Universidad Nacional de México
- Mike Schulz (* 1991), deutscher Handballspieler
- Mini Schulz (Andreas Schulz; * 1966), deutscher Bassist und Hochschullehrer
- Monika Schulz (Germanistin), deutsche Germanistin und Hochschullehrerin für Ältere deutsche Literatur
- Monika Schulz-Fieguth (* 1949), deutsche Fotografin
- Monika Schulz-Höpfner (* 1955), deutsche Politikerin (CDU)
- Monika Schulz-Strelow (* 1949), deutsche Unternehmensberaterin und Lobbyistin
- Monika Ehling-Schulz (* 1968), deutsche Mikrobiologin, Biotechnologin und Agrarwissenschaftlerin
- Moritz Schulz (Bildhauer) (1825–1904), deutscher Bildhauer
- Moritz Schulz (Philosoph) (* 1979), deutscher Philosoph und Hochschullehrer

### N
- Nadja Schulz, deutsche Mischtonmeisterin, Sounddesignerin, Soundeditorin
- Nico Schulz (Politiker) (* 1973), deutscher Politiker (CDU)
- Nico Schulz (Schauspieler) (* 1974), deutscher Schauspieler
- Nico Schulz (* 1993), deutscher Fußballspieler
- Nils Schulz (* 1976), deutscher Schauspieler
- Nikolaus Schulz-Dornburg (* 1983), deutscher Drehbuchautor
- Norbert Schulz (1961–2012), deutscher Pädagoge und Hochschullehrer

### O
- Olaf Schulz (Schauspieler), deutscher Schauspieler
- Olaf Schulz (Fotograf) (* 1964), deutscher Naturfotograf und Umweltjournalist
- Olaf Schulz-Holstege, deutscher Bundesliga-Badmintonspieler
- Olli Schulz (* 1973), deutscher Sänger und Gitarrist
- Ortrun Schulz (* 1960), deutsche Philosophin und freie Schriftstellerin
- Oskar Schulz (Politiker) (1920–2014), deutscher Politiker (SPD)
- Oskar Schulz (SS-Mitglied) (* 1922), SS-Mitglied
- Oskar Schulz (Skilangläufer) (1923–2017), österreichischer Skilangläufer, Mineraloge und Petrologe
- Otmar Schulz (1938–2023), deutscher Theologe und Publizist
- Otto Schulz (Pädagoge) (Johann Otto Leopold Schulz; 1782–1849), deutscher Pädagoge und Philologe
- Otto Schulz (General) (1862–1945), deutscher Generalmajor
- Otto Schulz (Gartenarchitekt) (Rudolf Max Ahirn Otto Schulz; 1869–1953), deutsch-niederländischer Gartenarchitekt und Baumschuler
- Otto Schulz (Fotograf) (1870–1952), deutscher Fotograf
- Otto Schulz (Architekt) (1877–1943), deutscher Architekt
- Otto Schulz (Politiker, 1887) (1887–1958), deutscher Lehrer und Politiker (SPD), MdL Hessen-Nassau
- Otto Schulz (Admiral) (1900–1974), deutscher Konteradmiral
- Otto Schulz (SS-Mitglied) (1903–nach 1953), deutscher SS-Untersturmführer
- Otto Schulz (Jurist) (1904–1953), deutscher Jurist
- Otto Schulz (Politiker, II), deutscher Gewerkschafter und Politiker, MdV
- Otto Schulz-Heising (1901–1966), deutscher Puppenspieler und Autor
- Otto Schulz-Kampfhenkel (1910–1989), deutscher Geograph, Forschungsreisender, Schriftsteller und Filmemacher
- Otto Schulz-Mehrin (1879–nach 1945), deutscher Ingenieur und Autor
- Otto Schulz-Stradtmann (1892–1960), deutscher Maler
- Otto August Schulz (1803–1860), deutscher Verleger und Antiquar
- Otto Carl Schulz (1880–1964), deutscher Unternehmer
- Otto Eugen Schulz (1874–1936), deutscher Botaniker
- Otto Theodor Schulz (1879–1954), deutscher Althistoriker

### P
- Patrick Schulz (* 1988), deutscher Handballspieler
- Paul Schulz (Beamter) (1860–1919), österreichischer Beamter und Politiker
- Paul Schulz (Dichter) (1876–1924), deutscher Dichter
- Paul Schulz (Bergbauingenieur) (1882–1967), deutscher Bergbauingenieur und Markscheider
- Paul Schulz (Heimatforscher) (1888–1956), deutscher Lehrer und Heimatforscher
- Paul Schulz (Politiker) (1898–1963), deutscher Oberleutnant, SA-Führer und Politiker (NSDAP)
- Paul Schulz (SS-Mitglied), deutscher SS-Obersturmbannführer
- Paul Schulz (Physiker) (1911–1993), deutscher Physiker und Hochschullehrer
- Paul Schulz (Theologe) (* 1937), deutscher Theologe
- Paul Schulz-Gahmen (1867–1941), deutscher Landwirt und Politiker (Zentrum), MdR
- Paul Schulz-Kiesow (1894–1964), deutscher Ökonom und Verkehrswissenschaftler
- Paul Schulz-Schmidtborn (1881–1958), deutscher Kinderarzt
- Paul Franz Ferdinand Schulz (1872–1919), deutscher Botaniker
- Paulina Schulz (Pseudonym Lula Wolf; * 1973), deutsche Schriftstellerin und Übersetzerin
- Peter Schulz (Publizist) (1929–2025), Schweizer Theologe und Gründungsdirektor der Schweizer Journalistenschule MAZ
- Peter Schulz (Politiker) (1930–2013), deutscher Jurist und Politiker (SPD)
- Peter Schulz (Mediziner) (1940–2012), deutscher Pädiater und Kinderneurologe
- Peter Schulz (Fußballspieler) (* 1960), deutscher Fußballspieler
- Peter Schulz-Hageleit (* 1939), deutscher Historiker, Professor für Geschichtsdidaktik und Herausgeber
- Peter Schulz-Jaros (* 1963), deutscher Sänger (Bass) und Schauspieler
- Peter Schulz Leonhardt (* 1963), deutscher Maler
- Peter Schulz-Thierbach (1928/1929–1993), deutscher Pianist und Hochschullehrer
- Peter Schulz-Wick (* 1948), deutscher Violinist und Bratschist
- Peter Johannes Schulz (* 1958), deutscher Philosoph
- Peter-Torsten Schulz (* 1944), deutscher Künstler
- Petra Schulz (* 1956), deutsche evangelische Theologin und Hochschullehrerin
- Petrus Schulz (1808–1871), deutscher Geigenbauer
- Philip Schulz (Radsportler) (* 1979), deutscher Radrennfahrer
- Philip Schulz (Baseballspieler) (* 1994), deutscher Baseballspieler
- Philip Schulz-Deyle (* 1972), deutscher Filmproduzent
- Purple Schulz (* 1956), deutscher Popsänger

### R
- Raimund Schulz (* 1962), deutscher Althistoriker
- Rainer Schulz (Politiker) (* 1958), deutscher politischer Beamter (SPD), Staatsrat in Hamburg
- Rainer M. Schulz (* 1946), deutscher Kameramann
- Ralph Schulz (* 1973), deutsches Model
- Regina Schulz (* 1948), deutsche Politikerin (PDS/Linkspartei)
- Regine Schulz (Grafikerin) (* 1944), deutsche Gebrauchsgrafikerin und Illustratorin
- Regine Schulz (Ägyptologin) (* 1953), deutsche Ägyptologin
- Reinhard Schulz (Musikwissenschaftler) (1950–2009), deutscher Musikwissenschaftler und Musikkritiker
- Reinhard Schulz (Philosoph) (* 1951), deutscher Philosoph
- Reinhard Schulz-Schaeffer (* 1967), deutscher Illustrator und Hochschullehrer
- Reinhard D. Schulz (1935–2018), deutscher Kinderradiologe und Pionier der pädiatrischen Ultraschalldiagnostik
- Richard Schulz (Politiker, 1823) (1823–1909), Politiker des österreichischen Abgeordnetenhauses aus der Bukowina
- Richard von Schulz (1849–1923), sächsischer Generalmajor
- Richard Schulz (General, 1862) (1862–1933), deutscher Generalmajor
- Richard Schulz (Unternehmer) (1874–um 1969), deutscher Unternehmer und Firmengründer
- Richard Schulz (Politiker, 1899) (1899–1935), deutscher Politiker (KPD), Mitglied des Preußischen Landtags
- Richard Schulz (Esperantist) (1906–1997), deutscher Romanist, Esperantist und Schriftsteller
- Richard Schulz (Politiker, 1913) (1913–1965), deutscher Politiker (CDU), MdBB
- Richard Schulz (Taekwondoin) (* 1959), deutscher Taekwondoin
- Richard Schulz-Dornburg (1855–1913), deutscher Sänger und Gesanglehrer
- Richard L. F. Schulz (1868–1941), deutscher Kunsthandwerker
- Rita Schulz (* 1961), deutsche Astrophysikerin
- Robert Schulz (Politiker, Juli 1900) (1900–1974), deutscher SS-Brigadeführer und Politiker (NSDAP), MdR
- Robert Schulz (Politiker, September 1900) (1900–1969), deutscher Politiker (KPD, SED), Bürgermeister der Stadt Prenzlau
- Robert Schulz (Pokerspieler), deutscher Pokerspieler
- Robert Wilhelm Schulz (1914–2000), deutscher Soziologe
- Robin Schulz (* 1987), deutscher DJ und Produzent
- Rolf Schulz (Autor) (1921–2017), deutscher Schriftsteller, Journalist, Drehbuchautor und Dramatiker
- Rolf Schulz (Künstler) (1942–2018), deutscher Künstler
- Rolf Lindau-Schulz (1904–1969), deutscher Schauspieler und Produzent
- Rolf Christian Schulz (1920–2010), deutscher Chemiker und Hochschullehrer
- Roman Schulz (1873–1926), deutscher Mykologe
- Rosemarie Ehm-Schulz (1922–2005), deutsche Tänzerin und Choreografin
- Rose Marie Schulz-Rehberg (* 1945), Schweizer Kunsthistorikerin und Restauratorin
- Rüdiger Schulz (* 1946), deutscher Politiker (SPD)
- Rüdiger Schulz-Wendtland (* 1955), deutscher Radiologe
- Rudolf Schulz (Theologe, 1807) (1807–1866), deutsch-baltischer Theologe
- Rudolf Schulz (Bühnenbildner) (1909–2000), deutscher Bühnenbildner
- Rudolf Schulz (Musiker) (1911–1982), deutscher Violinist und Konzertmeister
- Rudolf Schulz (Fußballspieler) (1926–2014), deutscher Fußballspieler und -trainer
- Rudolf Schulz (Theologe, 1937) (1937–2016), deutscher Pfarrer und Theologe
- Rudolf Schulz-Dornburg (1891–1949), deutscher Dirigent und Intendant
- Rudolf Schulz-Schaeffer (1885–1966), deutscher Jurist und Hochschullehrer
- Rudolph Schulz (1827–1899), deutscher Rittergutsbesitzer, Jurist und Politiker (NLP), MdR
- Rudolph Schulz-Borek (1887–1983), deutscher Maler

### S
- Sabine Schulz, Geburtsname von Sabine Bergmann-Pohl (* 1946), deutsche Politikerin (CDU)
- Sabine Schulz (Volleyballspielerin) (* 1981), deutsche Volleyball- und Beachvolleyballspielerin
- Sarah Schulz (Theologin) (* 1982), deutsche evangelische Theologin und Hochschullehrerin
- Sarah Schulz (* 1999), deutsche Beachvolleyballspielerin
- Sebastian Schulz (* 1977), deutscher Synchronsprecher
- Sergei Sergejewitsch Schulz (1898–1981), russisch-sowjetischer Geologe und Hochschullehrer
- Siegfried Schulz (Major) (1870–1942), deutscher Major und Freikorpsführer
- Siegfried Schulz (Leichtathlet) (1910–??), deutscher Stabhochspringer
- Siegfried Schulz (General) (1914–1997), deutscher Generalleutnant
- Siegfried Schulz (Theologe) (1927–2000), deutscher Theologe und Hochschullehrer, Professor für Neues Testament an der Universität Zürich
- Siegfried Schulz (Thermodynamiker) (1934–2024), deutscher Thermodynamiker
- Sophie Schulz (Politikerin) (1905–1975), österreichische Politikerin (ÖVP)
- Sophie Schulz (Parteifunktionärin), deutsche Parteifunktionärin (SED-PDS)
- Sophie Luise Schulz-Euler (1847–1926), deutsche Schriftstellerin
- Sönke E. Schulz (* 1980), deutscher Rechtswissenschaftler und Geschäftsführer des Schleswig-Holsteinischen Landkreistages
- Sören Schulz (* 1975), deutscher Regisseur und Kameramann
- Stefan Schulz (Chemiker) (* 1957), deutscher Chemiker und Hochschullehrer
- Stefan Schulz (Politiker) (* 1957), deutscher Politiker (CDU)
- Stefan Schulz (General) (* 1963), deutscher Brigadegeneral
- Stefan Schulz (Posaunist) (* 1971), deutscher Posaunist und Hochschullehrer
- Stefan Schulz (Soziologe) (* 1983), deutscher Soziologe und Journalist
- Stefan Schulz-Hardt (* 1967), deutscher Psychologe
- Stephan Schulz-Winge (* 1974), deutscher Fußballspieler
- Susanne Schulz (* 1963), deutsche Regisseurin, Dramaturgin, Autorin und Intendantin
- Swen Schulz (* 1968), deutscher Politiker (SPD)

### T
- Thekla Schulz-Brize (* 1960), deutsche Bauforscherin
- Theodor Schulz (Archivar) (?–1817), deutscher Archivar
- Theodor Schulz (1770–1850), deutscher Missionar und Autor, siehe Theodor Schultz (Missionar)
- Theodor Schulz (Politiker), deutscher Politiker, MdL Bayern
- Theodor Schulz (Musiker) (Pseudonym Vlastimil Přímý; 1875–1945), tschechischer Musiker und Komponist
- Theodor Schulz (Manager) (August Paul Theodor Schulz; 1883–1957), deutscher Wirtschaftsmanager und Politiker (DVP)
- Theodor Schulz (Grenzopfer) (1902–1953), Todesopfer des DDR-Grenzregimes vor dem Bau der Berliner Mauer
- Theodor Schulz (Jurist) (1902–1978), deutscher Jurist, Richter und Senatspräsident am Bundesfinanzhof
- Theodor Wilhelm von Schulz (1735–1792), livländisch-russischer Generalleutnant
- Thomas Schulz (Künstler, 1950) (1950–2021), deutscher Künstler
- Thomas Schulz (Mediziner) (Thomas Friedrich Schulz; * 1953), deutscher Virologe und Hochschullehrer
- Thomas Schulz (Künstler, 1955) (* 1955), deutscher Maler und Grafiker
- Thomas Schulz (Boxer) (* 1961), deutscher Boxer
- Thomas Schulz (Handballspieler) (* 1965), deutscher Handballspieler
- Thomas Schulz (Journalist) (* 1973), deutscher Journalist
- Thorsten Schulz (Leichtathlet) (* 1976), deutscher Leichtathlet
- Thorsten Schulz (Basketballtrainer) (* 1979), deutscher Basketballtrainer
- Thorsten Schulz (* 1984), deutscher Fußballspieler
- Tillman Schulz (* 1989), deutscher Unternehmer
- Tilo Schulz (* 1972), deutscher Künstler und Kurator
- Tim Schulz (Fußballspieler) (* 1962), US-amerikanischer Fußballspieler und -trainer
- Tim Schulz (Schauspieler) (1982–2014), deutscher Schauspieler
- Tim Schulz (Footballspieler) (* 1998), deutscher American-Football-Spieler
- Tim J. Schulz (Tim Julius Schulz; * 1979), deutscher Biochemiker
- Tom Schulz (* 1970), deutscher Autor und Übersetzer
- Torsten Schulz (* 1959), deutscher Drehbuchautor und Dramaturg
- Torsten Schulz (Volleyballspieler) (* 1969), deutscher Volleyball- und Beachvolleyballspieler

### U
- Ulrich Schulz (Ingenieur) (* 1937), deutscher Ingenieur, Hochschullehrer und Kunstsammler
- Ulrich Schulz (Immunologe) (* 1942), deutscher Physiker und Immunologe
- Ulrich Schulz (Fußballspieler) (1946–2019), deutscher Fußballspieler und -trainer
- Ulrich Schulz, bekannt als Oliver Shanti (* 1948), deutscher Musiker und Musikproduzent
- Ulrich Schulz-Buschhaus (1941–2000), deutscher Romanist
- Ulrich Karl Traugott Schulz (1897–1983), deutscher Zoologe und Filmemacher
- Ursula Schulz-Dornburg (* 1938), deutsche Fotografin und Künstlerin
- Ursula Schneider-Schulz (1925–2015), deutsche Bildhauerin
- Uwe Schulz (Informatiker) (* 1952), deutscher Informatiker und Hochschullehrer
- Uwe Schulz (Fußballspieler) (* 1960), deutscher Fußballspieler und Fußballtrainer
- Uwe Schulz (Politiker) (* 1961), deutscher Politiker (AfD), MdB
- Uwe Schulz (Moderator) (* 1966), deutscher Journalist, Autor und Moderator

### V
- Verena Schulz (* 1982), deutsche Klassische Philologin
- Victoria Schulz (* 1990), deutsche Schauspielerin
- Victoria Schulz (Fußballspielerin) (* 1997), deutsche Fußballspielerin
- Vitali Schulz (* 1972), kasachisch-deutscher Eiskunstlauftrainer und Choreograf
- Volker Schulz (Anglist) (1940–2020), deutscher Anglist
- Volker Schulz (Bischof) (* 1958), deutscher Geistlicher, Bischof der Herrnhuter Brüdergemeine
- Volker Schulz (Leichtathlet) (* 1964), deutscher Leichtathlet
- Volker Schulz (Mathematiker) (* 1965), deutscher Mathematiker und Hochschullehrer
- Volkmar Schulz-Rumpold (* 1956), deutscher Maler und Zeichner

### W
- Walter Schulz (Oberstleutnant) (1872–1934), deutscher Offizier
- Walter Schulz (Cellist) (1893–1968), deutscher Cellist, Gambist und Hochschullehrer
- Walter Schulz (Verleger) (Walter E. Schulz; 1894/1895–1968/1969), deutscher Journalist, Verleger und Verlagsgründer
- Walter Schulz (Theologe, 1895) (1895–nach 1966), deutscher protestantischer Theologe
- Walter Schulz (Journalist) (1895–1972), deutscher Kommunist und Journalist in der DDR
- Walter Schulz (SA-Mitglied) (1897–1934), deutscher SA-Führer
- Walter Schulz (Fußballspieler, 1908) (1908–nach 1952), deutscher Fußballspieler
- Walter Schulz (Philosoph) (1912–2000), deutscher Philosoph
- Walter Schulz (Theologe, 1925) (1925–2009), deutscher lutherischer Theologe und Kirchenliederdichter
- Walter Schulz (Fußballspieler, 1925) (* 1925), deutscher Fußballspieler
- Walter Schulz (Theologe, 1955) (1955–2019), deutscher evangelisch-reformierter Theologe und Bibliotheksdirektor
- Walter Schulz-Matan (1889–1965), deutscher Maler
- Walter Emil Hermann Schulz (1904–1984), deutscher Filmregisseur und Werbegrafiker, siehe Peter Pewas
- Walter J. Schulz-Schaeffer (* 1961), deutscher Neuropathologe und Hochschullehrer
- Walther Schulz (Architekt), deutscher Architekt
- Walther Schulz (Prähistoriker) (1887–1982), deutscher Prähistoriker
- Walther Schulz (Cellist) (1944–2025), österreichischer Violoncellist
- Waltraut Schulz (1930–2017), deutsche Musikerin
- Werner Schulz (Journalist) († 1967), deutscher Journalist
- Werner Schulz (Industrieller) (1900–1972), deutscher Industrieller und Verbandsfunktionär
- Werner Schulz (Manager) (1901–nach 1969), deutscher Ökonom und Wirtschaftsmanager
- Werner Schulz (Mathematiker) (1909–1984), deutscher Mathematiker und Kryptoanalytiker
- Werner Schulz (Fußballspieler) (1913–1947), deutscher Fußballspieler und -trainer
- Werner Schulz (Musiker) (1924–2004), deutscher Oboist
- Werner Schulz (Bibliothekar) (1924–2016), deutscher Historiker und Bibliothekar
- Werner Schulz (Geologe) (1932–2018), deutscher Geologe
- Werner Schulz (1950–2022), deutscher Politiker (Bündnis 90/Die Grünen)
- Werner Schulz-Falkenburg (1932–2020), deutscher Maler
- Werner Schulz-Fleeth (1826–1862), deutscher Agrarwissenschaftler und Hochschullehrer
- Werner Schulz-Jander (1907–1985), deutscher Jurist und Verbandsfunktionär
- Werner Schulz-Mönkeberg (* 1938), deutscher Maler
- Werner Schulz-Wittan (1907–1969), deutscher Schauspieler und Regisseur
- Werner F. Schulz (* 1952), deutscher Volkswirt und Hochschullehrer
- Wieland Schulz-Keil (* 1945), deutscher Filmproduzent
- Wilfrid Schulz (1928–1992), deutscher Unternehmer, Boxveranstalter
- Wilfried Schulz (* 1952), deutscher Dramaturg und Theaterintendant
- Wilhelm Schulz (1797–1860), deutscher Publizist und Politiker, Abgeordneter der Frankfurter Nationalversammlung, siehe Friedrich Wilhelm Schulz
- Wilhelm Schulz (Bergbauingenieur, 1805) (1805–1877), deutsch-spanischer Geologe und Bergbauingenieur
- Wilhelm Schulz (Politiker, 1806) (1806–1888), deutscher Verwaltungsjurist und Politiker
- Wilhelm Schulz (1841–1900), deutscher Bergbeamter und Hochschullehrer, siehe Johannes David Wilhelm Schulz
- Wilhelm Schulz (Grafiker) (1865–1952), deutscher Grafiker
- Wilhelm Schulz (Politiker, 1870) (1870–1945), deutscher Politiker (SPD)
- Wilhelm Schulz (Politiker, IV), deutscher Politiker (SPD), MdL Preußen
- Wilhelm Schulz (Bergbauingenieur, 1880) (1880–1951), deutscher Bergbauingenieur und Hochschullehrer
- Wilhelm Schulz (Geodät) (1882–1967), deutscher Geodät
- Wilhelm Schulz (Politiker, 1887) (1887–1947), deutscher Lehrer und Politiker (NSDAP)
- Wilhelm Schulz (Politiker, 1890) (1890–nach 1937), Mitglied des Provinziallandtages der Provinz Hessen-Nassau
- Wilhelm Schulz (Ingenieur, 1902) (1902–1985), deutscher Ingenieur und Hochschullehrer (Strömungslehre)
- Wilhelm Schulz (Marineoffizier) (1906–1986), deutscher Korvettenkapitän
- Wilhelm Schulz (SS-Mitglied) (1909–1984), deutscher SS-Hauptsturmführer
- Wilhelm Schulz-Stutz (1807–1879), Schweizer Buchdrucker
- Wilhelm Domke-Schulz (* 1956), deutscher Regisseur
- Wilhelm Friedrich von Schulz (1829–1899), deutscher Generalleutnant
- Wilhelm Hugo Ferdinand von Schulz (1811–1891), deutscher Generalleutnant
- Willem Schulz (* 1950), deutscher Komponist und Musiker
- Willi Schulz (Heimatforscher) (1904–1985), deutscher Botaniker und Heimatforscher
- Willi Schulz (Maler) (1911–1955), deutscher Maler und Zeichner
- Willi Schulz (* 1938), deutscher Fußballspieler
- William Schulz (* 1949), US-amerikanischer Autor und Pastor
- William Johannes Schulz (1874–1931), deutscher Unternehmer
- Willy Schulz-Demmin (1892–1974), deutscher Maler und Restaurator
- Winfried Schulz (Theologe) (1938–1995), deutscher katholischer Theologe
- Winfried Schulz (Soziologe) (* 1938), deutscher Kommunikationswissenschaftler
- Wladimir Leopoldowitsch Schulz (* 1948), sowjetisch-russischer KGB- und FSB-Offizier
- Wolf Schulz (Politiker) (* 1942), deutscher Politiker (SPD), MdA Berlin
- Wolf-Rüdiger Schulz (* 1940), deutscher Wasserballspieler
- Wolfgang Schulz (Pädagoge) (1929–1993), deutscher Erziehungswissenschaftler
- Wolfgang Schulz (Politiker) (* 1934), deutscher Politiker (SPD, CDU)
- Wolfgang Schulz (Ruderer), deutscher Ruderer
- Wolfgang Schulz (Regisseur) (1940–2012), deutscher Theaterregisseur und Schauspieler
- Wolfgang Schulz (Soziologe) (* 1940), österreichischer Soziologe und Hochschullehrer
- Wolfgang Schulz (Liedermacher) (1941–1992), deutscher Liedermacher, Komponist und Musikproduzent
- Wolfgang Schulz (Kunsthistoriker) (1943–2015), deutscher Kunsthistoriker
- Wolfgang Schulz (Mathematiker) (* 1943), deutscher Mathematikdidaktiker
- Wolfgang Schulz (Flötist) (1946–2013), österreichischer Flötist
- Wolfgang Schulz (Jurist) (* 1963), deutscher Jurist und Hochschullehrer
- Wolfgang H. Schulz (Wolfgang Hermann Schulz; * 1962), deutscher Wirtschaftswissenschaftler und Hochschullehrer

### Y
- Yvonne Schulz Zinda (* 1965), deutsche Sinologin, Koreanistin und Hochschullehrerin